# 雞精 (營養品)

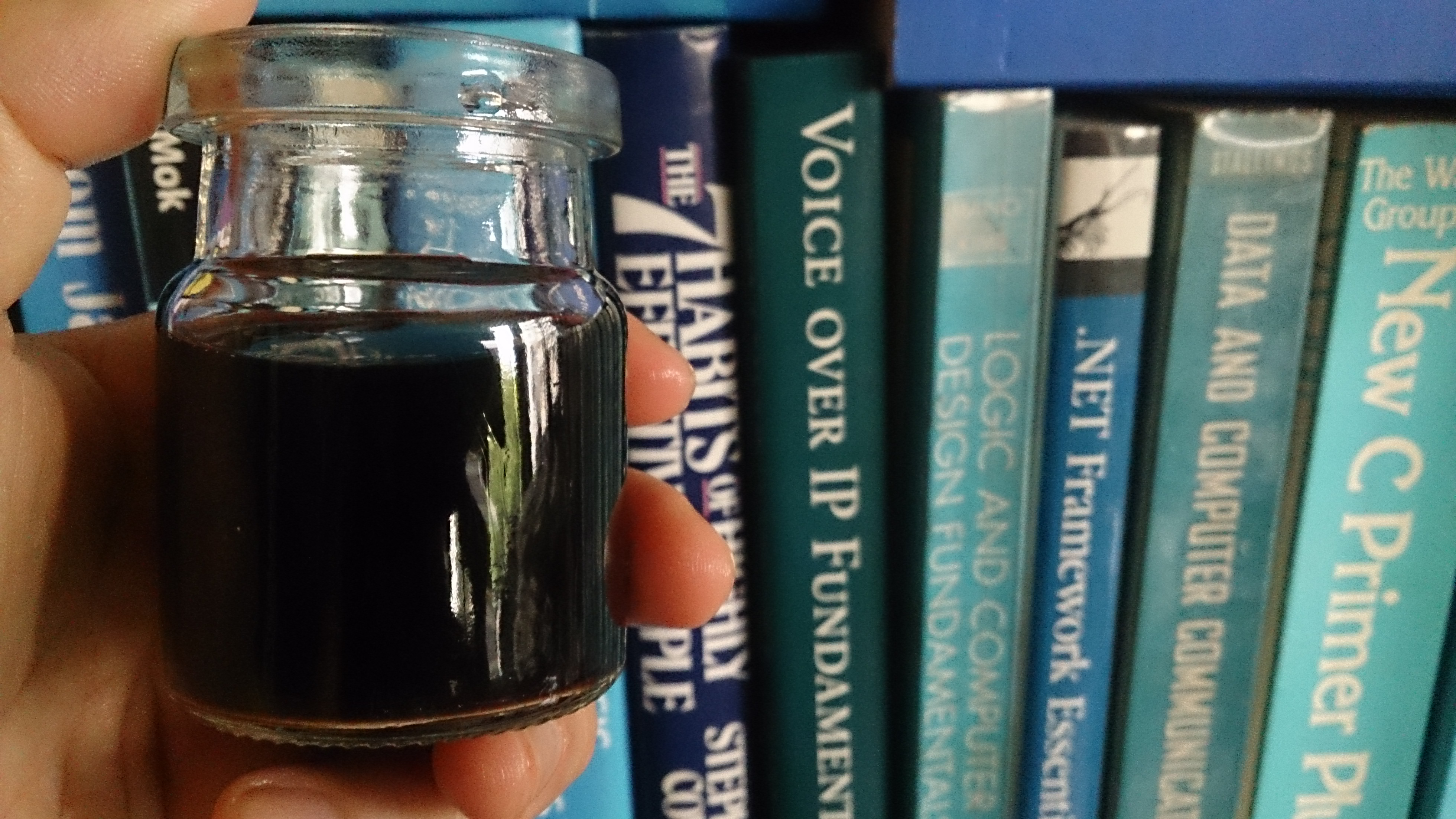

雞精是一種液態的營養補給品，以雞為主要材料煉製出的濃縮精華而成。是東南亞常見的營養補給品。

## 歷史
19世紀初，英国白金汉宫的皇家御厨韓溫白蘭（H.W.Brand）為英国国王乔治四世发明了一种无油脂、易消化的清炖鸡汤。1835年，韓溫白蘭退休後成立「白蘭氏」這個品牌。1920年，首批鸡精运抵亚洲。由於中式燉雞湯需雙燉久熬的特質，英廚白蘭的雞精產品概念快速打入當年仍是英國領地的新馬華人市場。根據九零年代的報導，白蘭雞精銷售量國家及地區排名為：泰國、台灣、英属香港、馬來西亞、新加坡。

## 鸡精的種類

### 中药材或食材不同
有些鸡精會添加中药材，如添加人蔘的人蔘鸡精，添加虫草的虫草鸡精，添加当归的当归鸡精，添加灵芝的灵芝鸡精，添加枸杞子的枸杞鸡精等。
也有些雞精使用的雞種不同，例如採用烏骨雞製作的烏骨雞精等。

## 健康問題
由於雞精含有雞肉本具有的物質，加上除去脂肪，因此長期以來被視為有營養價值。除了蛋白質（大量胺基酸聚合而成）之外，其他小分子的胜肽（少數胺基酸聚合而成）是否有補充營養之外的健康效益，逐漸受到科學家的重視與研究。仍需大型且中立（非雞精業界所投資）的研究來確立雞精在健康上的效益。
由於雞精本身的鈉、鉀含量偏高，較不適合腎功能不好的患者飲用，台灣曾有糖尿病患者，每天喝二罐雞精，在一個月後洗腎的案例。